# Bugyi
Bugyi (vyslovováno [buďi]) je velká obec v Maďarsku v župě Pest, spadající pod okres Dabas. Nachází se asi 8 km severozápadně od Dabase. V roce 2015 zde žilo 5 127 obyvatel. Dle údajů z roku 2011 tvoří 90,4 % obyvatelstva Maďaři, 4,8 % Romové, 0,3 % Němci a 0,2 % Rumuni.
V okolí 10 km od Bugyi se nenachází žádná jiná obec. Jeho katastrální území, 115,55 km², je i větší než např. území patřící Egeru (který má rozlohu pouze 92,24 km²). Kromě Bugyi zahrnuje území obce i osady Felsővány, Juhászföld a Ürbőpuszta.
Sousedními obcemi jsou Alsónémedi, Apaj, Áporka, Délegyháza, Kiskunlacháza, Kunpeszér a Taksony, sousedními městy Dabas a Ócsa.